# HK 4,6×30mm

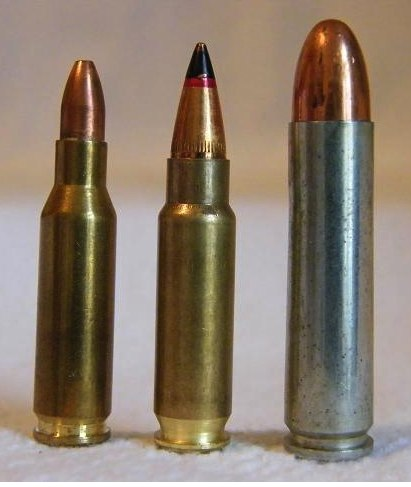
Da esquerda para a direita 4,6×30mm (hollow point), FN 5,7×28mm, .30 Carbine.

O HK 4,6×30mm (designado com 4,6×30 pela C.I.P.) é um cartucho criado para a arma de defesa pessoal militar (PDW) Heckler & Koch MP7. É feito para diminuir o peso enquanto aumenta a penetração balística. Possui um estojo tipo "garrafinha" e um projétil jaquetado.

## Desenvolvimento
O 4,6×30mm foi introduzido no mercado em 1999. Foi criado para competir com o cartucho da FN Herstal 5,7×28mm, famoso pela utilização na pistola Five-Seven e na metralhadora de mão FN P90.

## Visão geral

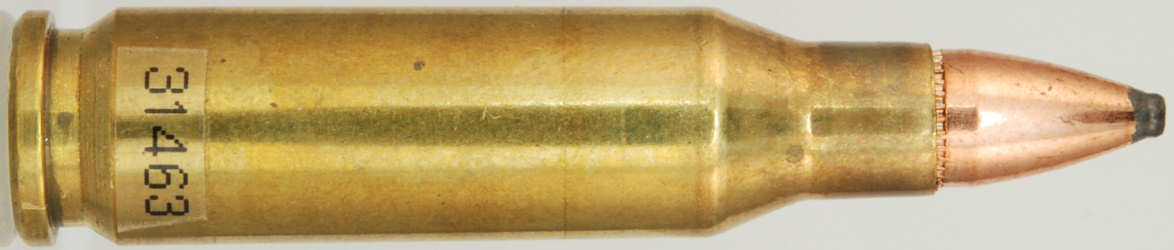
HK 4.6×30mm

Comparado com os calibres intermediários normalmente utilizados, como o 5,56x45mm, o 4,6×30mm, devido ao peso mais leve e às pequenas dimensões relativas do cartucho, possui uma penetração geralmente superior. Testes da CRISAT mostram que, devido ao diâmetro menor e à alta velocidade de projétil disparado, a penetração em proteções balísticas é maior do que a dos projéteis de pistola tradicional.
Uma série de testes realizados pela OTAN no Reino Unido e Françe indicaram que o 5,7×28mm era em geral superior. Os resultados dos testes da OTAN foram analisados por um grupo de especialistas da França, Estados Unidos, Canadá e Reino Unido e a conclusão do grupo foi de que os 5,7×28mm eram "sem dúvida" o cartucho mais eficiente.
Entre outros pontos, o grupo da OTAN citou eficácia superior (27% maior) para o 5,7×28mm contra alvos desprotegidos e igual eficácia contra alvos protegidos. Também citou menos sensibilidade a temperaturas extremas para o 5,7×28mm e citou um maior risco potencial de erosão do cano com o uso do 4,6×30mm. Adicionalmente, o grupo apontou que o 5,7×28mm é similar ao 5,56×45mm NATO pelo seu design e processo de fabricação, permitindo que seja fabricado nas linhas de produção existentes. O grupo também apontou que as armas no cartucho belga estavam mais em pronto desenvolvimento que as armas da munição alemã, citando como exemplo a pistola FN Five-seven, que já estava em produção naquele momento, enquanto a pistola Heckler & Koch UCP de 4,6×30 mm ainda era apenas um conceito inicial. Contudo, a delegação alemã e outros rejeitaram a recomendação da OTAN de que 5,7×28mm deveria ser padronizado e, como resultado, o processo de padronização foi indefinidamente interrompido.

## Dimensões do cartucho
O 4,6×30mm tem 0,87 ml de volume (13,4 grãos)  de capacidade no estojo de H2O.
4,6x30mm no máximo C.I.P. dimensões do cartucho; todos os tamanhos em milímetros (mm).
Os americanos definem o ângulo do ombro em alfa / 2 ~ 22 graus. A taxa de torção de espingarda comum para este cartucho é de 160 mm (6 pol.), 6 ranhuras, Ø aterra = 4,52 mm, Ø ranhura = 4,65 mm, largura da terra = 1,21 mm e o tipo de primer é uma espingarda pequena.
Em C.I.P. (Commission Internationale Permanente pour l'Epreuve des Armes à Feu Portatives) em todos os países regulamentados, cada combinação de cartuchos de espingarda sem aro deve ser à prova de 125% desse valor máximo de CI. pressão para certificar a venda aos consumidores. Isso significa que os braços compartimentados de 4,6 × 30 mm nos países regulados por C.I.P. atualmente são testados (2018) à prova de pressão piezo de 500,00 MPa (72 519 psi) PE..
O cartucho belga de 5,7 × 28 mm introduzido em 1993 é provavelmente o gêmeo balístico mais próximo atualmente disponível dos 4,6 × 30 mm.
A munição de 4,6 × 30 mm é produzida pela RUAG Ammotec, Fiocchi e BAE Systems, parece que a RUAG possui a maior variedade de produtos.

## Variações
2 g DM11 Penetrator Ultimate Combat
A versão do exército alemão do cartucho de 4,6 × 30 mm (DM11 Penetrator) pesa 6,5 ge usa um projétil de bala de aço banhado a cobre de 2 g a uma velocidade de focinho de 720 m / s (2 362 pés / s). O cartucho do DM11 Penetrator foi projetado para o MP7. O Ultimate Combat pode penetrar no alvo NATO CRISAT a mais de 300 metros. Esta munição combina transferência de energia em alvos leves e penetração muito boa. As velocidades de focinho V0 e V100 indicam um coeficiente balístico G1 de aproximadamente 0,141 a 0,150 (os BCs são um tanto discutíveis), tornando o projétil DM11 aerodinamicamente mais eficiente em comparação com os projéteis de pistola de serviço típicos, mas menos eficiente em comparação com os projéteis de espingarda de assalto típicos. No alcance efetivo declarado de 200 m, o projétil DM11 estará viajando a aproximadamente Mach 1,25 (425 m/s) sob condições da Atmosfera Padrão da OACI ao nível do mar (densidade do ar ρ = 1,225 kg/m3).

### 2 g Ponto oco de aplicação da lei de ação
O cartucho de aplicação da lei da Action 4,6×30mm pesa 6,5 g e é carregado com um projétil de ponto oco sólido de 2 g de liga de CuZn (latão) que atinge a velocidade do cano de 700 m/s (2.300 pés/s). O cartucho foi projetado para o MP7. Essa munição é otimizada para transferência de energia em alvos leves e deve oferecer desempenho de penetração decente em alvos rígidos e combinados, como portas de carros ou vidros e armaduras. A velocidade do focinho V0 e V50 indica um coeficiente balístico G1 de aproximadamente 0,112 a 0,119. No alcance efetivo declarado de 200 m, o projétil de ação de 2 g estará viajando a aproximadamente Mach 1,67 (586 m/s ou 1923 f/s) sob condições da Atmosfera Padrão da OACI ao nível do mar (densidade do ar ρ = 1,225 kg / m3).
Dados técnicos do cartucho de aplicação da lei de ação:
- Faixa de temperatura: -30 °C a + 52 °C Velocidade / energia a 0 m: 700 m / s / 480 Joules Velocidade / energia a 50 m: 568 m / s / 322 Joules Coeficiente balístico C 1: 0,112 - 0,119 (ICAO) / (Metro do Exército) Pressão média da câmara: máx. 400 MPa Penetração em gelatina a 20%: nua a 25 m: <30 cm Precisão a 50 m: Ø 5 cm Alcance efetivo do serviço: 200 m (656 pés)

### 2,7 g jaqueta de metal completo 4,6 × 30mm
O cartucho de bola de 4,6 × 30 mm pesa 7 g e é carregado com um projétil de jaqueta de metal de 2,7 g com um núcleo de liga PbSb e uma jaqueta de aço revestida de cobre que atinge a velocidade do focinho de 600 m / s (2.000 pés / s). O cartucho foi projetado para o MP7. Essa munição é otimizada para transferência de energia em alvos leves e oferece boa precisão. A velocidade do focinho V0 e V100 indica um coeficiente balístico G1 de aproximadamente 0,171 a 0,187. No alcance efetivo declarado de 200 m, o projétil de 2,7 g estará viajando a aproximadamente Mach 1,36 (463 m / s) sob condições da Atmosfera Padrão da OACI ao nível do mar (densidade do ar ρ = 1,225 kg / m3).
Dados técnicos do cartucho de esferas:
Faixa de temperatura: entre -54 °C e +52 °C Velocidade / energia a 0 m: 600 m / s / 486 Joules Velocidade / energia a 100 m: 463 m / s / 320 Joules Coeficiente balístico C 1: 0,171 - 0,187 (ICAO) / (Metro do Exército) Pressão média da câmara: máx. 400 MPa Penetração em gelatina nua a 25 m: <35 cm Precisão a 100 m: Ø 8 cm Alcance efetivo: ~ 300 m (984 pés) (a HK afirma que a rodada da FMJ retém mais energia do que o "Combat Steel" devido ao projétil mais pesado da FMJ.)

### Outros
O VBR produz um projétil de fragmentação controlado de duas partes de 4,6 × 30 mm, que alega aumentar o conteúdo da cavidade permanente da ferida e dobrar a chance de atingir um órgão vital. Heckler & Koch afirma que a munição CPS Black Tip fabricada por Fiocchi tem uma energia de focinho de aproximadamente 525 J que seria comparável a cartuchos 9×19mm.

### Armas
- Heckler & Koch MP7
- Heckler & Koch UCP
- ST Kinetics CPW
- TVGK
- VBR-CQBW